# Садовников, Александр Иванович
Александр Иванович Садовников (1907—1989) — советский государственный и политический деятель, председатель Калининского областного исполнительного комитета.

## Биография
Родился в 1907 году в Козлове Тамбовской губернии. Член ВКП(б) с 1930 года.
С 1932 года — на общественной и политической работе. В 1932—1977 гг. — старший инженер-механизатор, технический руководитель, главный инженер, директор Новоторжского ремонтно-тракторного завода Новоторжского льнокомбината имени В. М. Молотова, секретарь Кимрского городского ВКП(б) по промышленности и транспорту, заведующий Отделом машиностроения, Отделом оборонной промышленности, Отделом коммунального хозяйства Калининского областного комитета ВКП(б), 1-й заместитель председателя Исполнительного комитета Калининского областного Совета, председатель Исполнительного комитета Калининского областного Совета, заместитель начальника Управления местной противовоздушной обороны Калининской области, председатель Исполнительного комитета Калининского городского Совета, директор Калининского механического завода, начальник Калининского областного управления сельского хозяйства, председатель Калининского областного объединения «Сельхозтехника», начальник Отдела машин, агрегатов и запасных частей Управления производственно-технического контроля, старший инженер Отдела главного механика и энергетика Калининского облмежколхозстройобъединения.
Избирался депутатом Верховного Совета СССР 3-го созыва.
Умер в Калинине в 1989 году.

## Награды и звания
- Орден Трудового Красного Знамени (30 апреля 1966)
- Орден «Знак Почета» (17 сентября 1971)